# Asia Argento
Asia Argento ([ˈaːzja arˈdʒento] Roma, 20 de septiembre de 1975) es una actriz y directora de cine y televisión italiana.

## Biografía
En Roma, la oficina de registro rehusó reconocer el nombre de Asia como un nombre apropiado, y en cambio la inscribieron oficialmente como Aria Argento. Su madre fue la también actriz Daria Nicolodi y su padre es Dario Argento, un director, productor y guionista italiano bien conocido por su trabajo en el género italiano giallo y por su influencia en las películas modernas de terror y slasher. Precisamente ha trabajado con ambos en la película La terza madre. Argento fue dirigida en uno de sus primeros trabajos —Trauma (1993)— por su padre, Dario Argento. Durante este filme rodó las primeras (de sus muchas) escenas de desnudos cuando tenía 18 años. Recibió el David di Donatello (equivalente en Italia a los premios Óscar) como Mejor Actriz en 1994 por su actuación en Perdiamoci di vista! y nuevamente en 1996 por Compagna di viaggio, el cual la hizo merecedora del premio Grolla d'oro. En 1998, Asia empezó a aparecer en películas norteamericanas, tales como B. Monkey y New Rose Hotel, junto a Christopher Walken.
Asia ha probado también su habilidad para trabajar en múltiples idiomas, agregando el francés a la lista de idiomas en los cuales ha actuado, interpretando a Éponine en la miniserie francesa de Los Miserables (2000) y con un papel en La Reine Margot, en 1994. Ese mismo año, hizo su primera incursión en la dirección, con los cortometrajes Prospettive y A ritroso. En 1996, dirigió un documental sobre su padre, y en 1998 un segundo documental, esta vez sobre Abel Ferrara, el cual la hizo merecedora del premio del Festival de Cine de Roma. También en 1998 protagonizó El Fantasma de la Ópera, de Dario Argento, su padre. Dirigió y escribió su primera película llamada Scarlet Diva (2000) y cuatro años más tarde dirigió su segunda película, The Heart Is Deceitful Above All Things (2004), esta vez en los Estados Unidos.
Además de sus habilidades en el mundo del filme, Asia ha escrito un sinnúmero de historias para revistas, tales como Dynamo y L'Espresso, mientras que su primera novela, titulada I Love You Kirk, fue publicada en Italia en 1999.
Participó también en la película XXX en 2002. En 2003, dirigió el video musical "(s)AINT" de Marilyn Manson. En la película Land of the Dead (dirigida por George Romero), de 2005, protagonizó a Slack. También en 2005 interpretó a la esposa del personaje "Blake" en la película ficticia sobre los últimos días en la vida de Kurt Cobain, Last Days, dirigida por Gus van Sant. Además apareció en la película María Antonieta (2006) interpretando a Madame du Barry, amante de Luis XV de Francia.

## Vida personal
Dio a luz a su primera hija el 20 de junio de 2001, fruto de su relación con el músico italiano de rock and roll Marco Castoldi. La niña se llamó Anna en honor a una hermana de Asia, fallecida en un accidente.
En octubre de 2017 Argento confesó en una entrevista a The New Yorker que cuando tenía 21 años fue violada por Harvey Weinstein durante el Festival de Cannes, suceso que recordó públicamente en dicho festival en 2018 cuando pronunció un breve discurso al ser la encargada de hacer entrega del premio a la mejor actriz.

## Acusaciones de abuso sexual
En agosto de 2018 The New York Times publicó que el actor Jimmy Bennett la había acusado de haber abusado sexualmente de él cuando tenía 17 años. El hecho habría ocurrido en la habitación de un hotel de California el 9 de mayo de 2013, donde el joven tuvo una reunión con Argento. El diario aseguró que ambos llegaron a un acuerdo por el que Argento le dio 380.000 $ para no llegar a juicio, lo que fue desmentido por la actriz que negó haber mantenido relaciones sexuales con Bennett. Posteriormente fue publicada una foto de ellos juntos en la cama. En septiembre de 2018, ella cambió su declaración para culpar al mismo Bennett de haber abusado de ella.

## Filmografía

### Cine
- Demons 2 (1986) - Ingrid Haller
- Zoo (1988) - Martina
- La chiesa (1989) - Lotte
- Vaselina roja (1989) - Valentina
- Le amiche del cuore (1992) - Simona
- Trauma (1993) - Aura Petrescu
- Condonatto a nozze (1993) - Olivia
- Perdiamoci di visitta (1994) - Ariadna
- La reine Margot (1994) - Charlotte de Sauve
- DeGenerazione (1994) - Lorna
- La Sindrome di Stendhal (1996) - Detective Anna Manni
- Compagna di viaggio (1996) - Cora
- Viola baccia tutti (1998) - Viola
- New Rose Hotel (1998) - Sandii
- B. Monkey (1998) - Beatrice/B. Monkey
- Il fantasma dell'opera (1998) - Christine Daaé
- Scarlet Diva (2000) - Anna Batista. También escribió y dirigió
- Les Morsures de l'aube (2001) - Violaine Charlier
- La sirène rouge (2002) - Detective Anita Staro
- XXX (2002) - Yelena
- The Heart Is Deceitful/Above All Things (2003) - Sarah. También coescribió y dirigió.
- The Keeper (2004) - Gina
- Last Days (2005) - Asia
- Cindy: The Doll is Mine (2005) - Cindy Sherman/La modelo. Cortometraje
- Land of the Dead (2005) - Slack
- Live Freaky! Die Freaky! (2006) - Habagail Folger (voz)
- Marie Antoniette (2006) - Madame du Barry
- Transylvania (2006) - Zingarina
- Friendly Fire (2006) - Grand Dame
- Boarding Gate (2007) - Sandra
- Go Go Tales (2007) - Monroe
- Une vieille maîtresse (2007) - Vellini
- La Terza madre (2007) - Sarah Mandy
- On War (2008) - Uma
- Diamond 13 (2009) - Calhoune
- Cavalli (2011) - Madre
- Isole(2011) - Martina
- Baciato dalla fortuna (2011) - Betty
- Drifters (2011) - Beatrice Plana
- Dracula 3D (2012) - Lucy Kisslinger
- Do Not Disturb (2012) - Monica
- Firmeza (2012) - Asia
- The Voice Thief (2013) - Naya
- Obsessive Rhytms (2013) - Margo
- Shongram (2014) - Sarah
- Incompresa (2014) - Escritora y directora

### TV
- Sogni e bisogni (1985) - Gloria, episodio "Il ritorno di Guerriero"
- Les Misérables (2000) - Eponine Thénardier, miniserie.
- Milady (2004) - Sally La Chèvre, TV film
- Sangue caldo (2011) - Anna Rossi, episodios "1.1", "1.2"
- Rodolfo Valentino - La Leggenda (2014) - Natacha Rombova, episodio "1.2"
- Anthony Bourdain: Parts Unknown (2016) - Ella misma, temporada 10, episodio 8,  "Southern Italy: The Heel of the Boot"
- Bailando con le stelle (2016) - Participante, serie 11
- X Factor Italla (2018) - Jueza, serie 12, audiciones en las casas de los jueces.
- Pechino Express (2020) - Concursante junto a Vera Gemma, temporada 8.

### Videojuegos
- Mirror's Edge (2008) - Faith Connors, doblaje en italiano para las versiones de Xbox 360, Playstation 3 y Windows.

### Video clips
- "(s)AINT" - Marilyn Manson
- "This Picture" - Placebo
- "Live Fast! Die Old!" – con Munk
- "Someone" – con Archigram and Antipop
- "Sexodrome" - con Morgan
- "Life Ain't Enough for You" - con The Legenday Tigerman
- "My Stomach Is the Most Violent of All of Italy" - con The Legendary Tigerman
- "Ours" - con Tim Burgess
- "La vie est belle" - Indochine
- "Dead Meat" - Sean Lennon